# 沈铁梅
沈铁梅（1965年—），女，汉族，重庆人，中国川剧表演艺术家，重庆市川剧院院长，中国戏剧梅花奖梅花大奖得主。毕业于四川省川剧学校川剧表演专业。中国民主建国会会员。曾任第十届全国政协委员，第十一届、十二届全国人大代表。

## 生平
2002年12月，中国民主建国会第八次全国代表大会在北京召开，并选举产生第八届中央委员会，她当选常务委员。2018年2月24日，当选为第十三届全国人大代表。

## 家庭
父亲沈福存。